# Supercoupe d'Italie de football 2007
Navigation
Supercoupe d'Italie 2006 Supercoupe d'Italie 2008
La Supercoupe d'Italie 2007 (italien : Supercoppa italiana 2007) est la vingtième édition de la Supercoupe d'Italie, épreuve qui oppose le champion d'Italie au vainqueur de la Coupe d'Italie. Disputée le 19 août 2007 au stade Giuseppe-Meazza à Milan devant 45 000 spectateurs, la rencontre est remportée par la Roma aux dépens de l'Inter de Milan sur le score de 1-0.

## Feuille de match
| 19 août 2007 | Inter de Milan | 0-1   | AS Rome             | Stade Giuseppe-Meazza, Milan                     |                                                  |
|              |                | (0-0) | 78e (pen.) De Rossi | Spectateurs : 45 000 Arbitrage : Roberto Rosetti | Spectateurs : 45 000 Arbitrage : Roberto Rosetti |

| Inter de Milan | AS Rome |

| Gardien de but  | 12 | Júlio César        |        |     |
| D               | 16 | Nicolás Burdisso   |        | 87e |
| D               | 23 | Marco Materazzi    | Averti |     |
| D               | 26 | Cristian Chivu     |        |     |
| D               | 2  | Iván Córdoba       |        |     |
| M               | 4  | Javier Zanetti     |        |     |
| M               | 14 | Patrick Vieira     |        | 67e |
| M               | 5  | Dejan Stanković    | Averti |     |
| M               | 15 | Olivier Dacourt    |        | 53e |
| A               | 29 | David Suazo        |        |     |
| A               | 8  | Zlatan Ibrahimović | Averti |     |
| Remplaçants :   |    |                    |        |     |
| Gardien de but  | 1  | Francesco Toldo    |        |     |
| D               | 6  | Maxwell            |        |     |
| D               | 25 | Walter Samuel      |        |     |
| M               | 19 | Esteban Cambiasso  |        | 67e |
| M               | 7  | Luís Figo          |        | 53e |
| A               | 9  | Julio Cruz         |        | 87e |
| A               | 18 | Hernán Crespo      |        |     |
| Entraîneur :    |    |                    |        |     |
| Roberto Mancini |    |                    |        |     |

| Gardien de but    | 32 | Doni              | Averti       |       |
| D                 | 77 | Marco Cassetti    |              |       |
| D                 | 5  | Philippe Mexès    | Averti       |       |
| D                 | 2  | Christian Panucci | Averti       |       |
| D                 | 22 | Max Tonetto       | Averti       |       |
| M                 | 16 | Daniele De Rossi  |              |       |
| M                 | 11 | Rodrigo Taddei    |              |       |
| M                 | 8  | Alberto Aquilani  |              |       |
| A                 | 14 | Ludovic Giuly     |              | 78e   |
| A                 | 10 | Francesco Totti   |              |       |
| A                 | 9  | Mirko Vučinić     |              | 90+1e |
| Remplaçants :     |    |                   |              |       |
| Gardien de but    | 1  | Gianluca Curci    |              |       |
| D                 | 13 | Marco Andreolli   |              |       |
| D                 | 28 | Aleandro Rosi     |              | 90+1e |
| M                 | 33 | Matteo Brighi     |              | 78e   |
| M                 | 20 | Simone Perrotta   | Carton rouge |       |
| A                 | 30 | Mancini           |              |       |
| A                 | 23 | Shabani Nonda     |              |       |
| Entraîneur :      |    |                   |              |       |
| Luciano Spalletti |    |                   |              |       |